# Johann Jakob Walther
Johann Jakob Walther, född 1650, död 2 november 1717, var en tysk violinist och tonsättare.

## Biografi
Walther föddes i Witterda bei Erfurt. Mellan 1670 och 1674 hade han en tjänst som violinist i Cosimo den III:e av Medicis orkester i Florens. Från 1674 var han anställd som konsertmästare vid hovet i Dresden. 1680 blev han utsedd till sekreterare vid kurfurstens domstol i Mainz och ordinerades till kanik. Han dog i Mainz 1717.

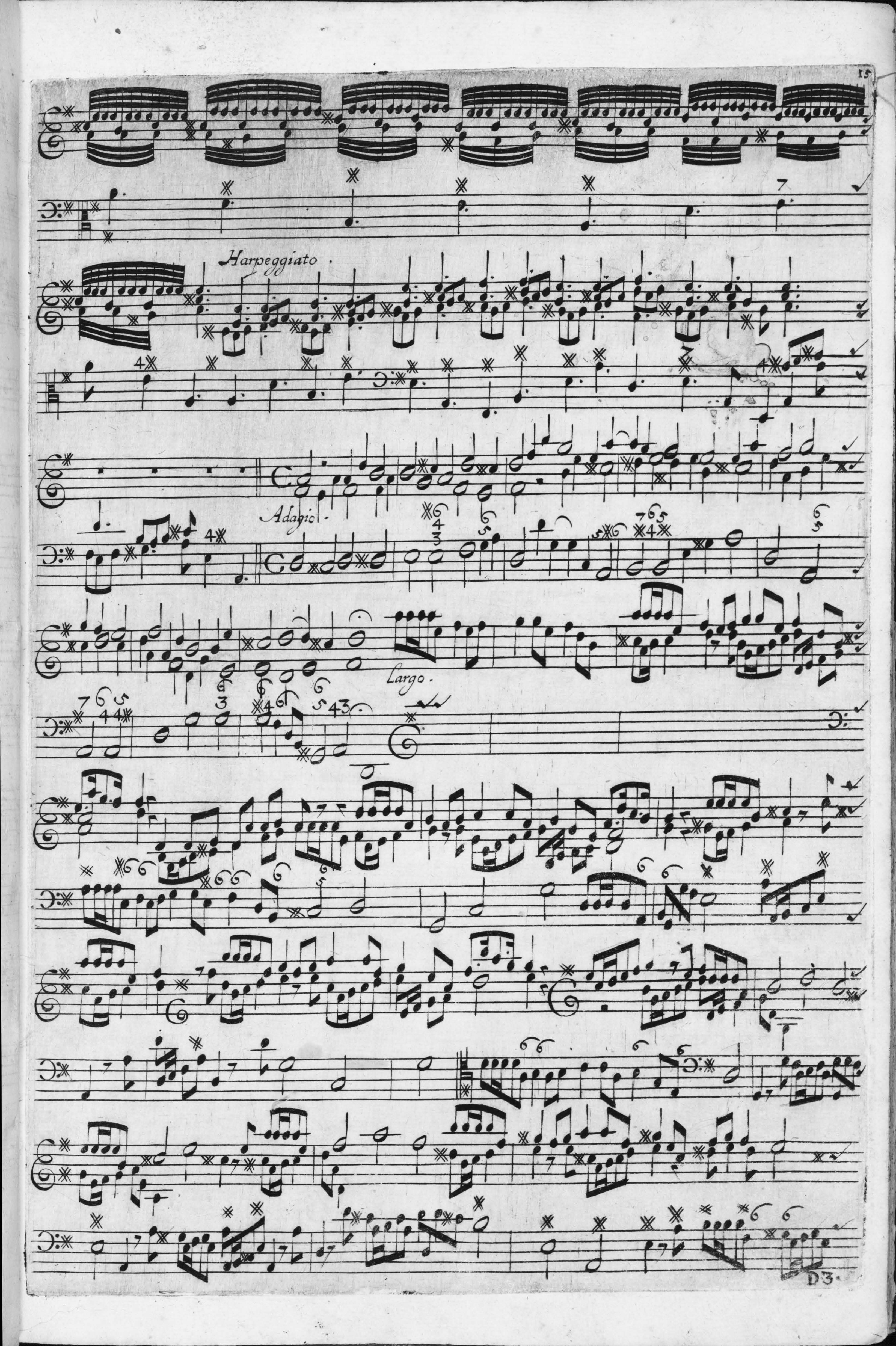
Utdrag ur Scherzi da Violino Solo, andra upplagan (1687) Sonata III i D-dur. Notbilden visar prov på violintekniska svårigheter såsom arpeggio samt flerstämmigt spel i violinstämman.

Vid sidan av Heinrich Ignaz Franz von Biber och Johann Paul von Westhoff är Walther en av de mest betydelsefulla violinisterna under andra hälften av 1600-talet. Förutom virtuos spelteknik, inklusive dubbelgrepp, ackordspel och diverse stråk- och arpeggiotekniker ger hans publicerade verk prov diverse kompositionsformer, bland annat olika variationsformer.

## Verkförteckning
Totalt 40 kompositioner av Walther är kända:

1. Scherzi da Violino solo con il basso continuo, 12 Scherzi (sonater) publicerade 1676 (även i andra upplaga 1687).

- Scherzo 1, A-dur
- Scherzo 2, C-dur
- Scherzo 3, D-dur
- Scherzo 4, G-dur
- Scherzo 5, e-moll
- Scherzo 6, B-dur
- Scherzo 7, A-dur
- Scherzo 8, C-dur
- Scherzo 9, D-dur
- Scherzo 10, G-dur
- Scherzo 11, B-dur
- Scherzo 12, e-moll

2. Hortulus chelicus, en samling sonater publicerade 1688 (andra upplagan 1694, då med den nya titeln Wohlgepflanzter Violinischer Lustgarten). I förordet ger Walther uttryck för sin övertygelse om att denna publikation (utgiven på eget förlag) ska rendera i samma popularitet som hans Scherzi da Violino Solo. Hortulus chelicus består av sammanlagt 28 verk, främst bestående av danssatser och variationer, fler av dem med ett kortare inledande preludium och en avslutande final.